# 정글북 (2016년 영화)
《정글북》(The Jungle Book)은 2016년 개봉한 존 파브로 감독의 영화이다. 늑대에게 키워진 ‘인간의 아이’ 모글리가 안식처였던 정글을 떠나며 겪는 미국의 모험 드라마 영화다.

## 줄거리
“정글은 더 이상 너에게 안전하지 않아” 늑대에게 키워진 ‘인간의 아이’ 모글리는 정글의 무법자 쉬어칸의 위협을 받고 유일한 안식처였던 정글이 더 이상 그에게 허락되지 않는 위험한 장소가 된 것을 깨닫게 된다. 이후 모두의 생존을 위해 정글을 떠나야만 한다는 결심을 한다. 정글을 떠나는 여정은 끝없는 위협으로 가득 차 있고, 쉬어칸 역시 그를 바짝 쫓는다.

## 출연진
- 닐 세티 - 모글리 역
- 빌 머리 - 발루 역
- 벤 킹즐리 - 바기라 역
- 루피타 뇽오 - 락샤 역
- 이드리스 엘바 - 쉬어 칸 역
- 스칼릿 조핸슨 - 카아 역
- 잔카를로 에스포지토 - 아킬라 역
- 크리스토퍼 워컨 - 킹 루이 역
- 브레이튼 로즈 - 그레이 역
- 게리 섄들링 - 이키(호저) 역
- 존 패브로 - 프레드(멧돼지) 역
- 샘 레이미 - 다람쥐 역
- 마델린 파브로 - 라퀠(코뿔소) 역
- 러셀 피터스 - 록키(코뿔소) 역
- 사라 아링턴 - 닐가이 역

### 한국판 성우진
- 정윤석 - 모글리
- 설영범 - 바기라
- 원호섭 - 발루
- 시영준 - 쉬어 칸
- 전진아 - 락샤
- 이현진 - 카아
- 김준 - 아킬라
- 이장원 - 킹 루이
- 오인성 - 이키
- 정승욱 - 다람쥐 / 공작
- 안용욱 - 천산갑 / 사슴
- 홍진욱 - 프레드 / 들소
- 황로이 - 그레이